# Malolo Lailai Island Airport
Malolo Lailai Island Airport är en flygplats i Fiji.   Den ligger i divisionen Västra divisionen, i den västra delen av landet, 140 km väster om huvudstaden Suva. Malolo Lailai Island Airport ligger 2 meter över havet. Den ligger på ön Malolo Lailai Island.
Terrängen runt Malolo Lailai Island Airport är platt.